# Davide Petrucci
Davide Petrucci (* 5. Oktober 1991 in Rom) ist ein italienischer Fußballspieler.

## Karriere

### Verein
Petrucci spielte in den Jahren 2002 bis 2008 für die Nachwuchsabteilung von AS Rom und wurde anschließend von Manchester United in seine Nachwuchsabteilung verpflichtet. Hier erhielt er zwar 2009 einen Profivertrag, spielte aber weiterhin bis ins Jahr 2013 für die Nachwuchs- bzw. Jugendmannschaften dieses Vereins. Ab 2013 wurde er für die Dauer einer halben Saison an die Vereine Peterborough United, Royal Antwerpen und Charlton Athletic ausgeliehen.
In der Sommertransferperiode 2014 verließ Petrucci nach sechs Jahren Manchester endgültig und spielte fortan für den rumänischen Klub CFR Cluj.
Zur Saison 2016/17 verpflichtete ihn aus der türkischen Süper Lig Çaykur Rizespor. Am Saisonende musste er mit seinem neuen Klub absteigen und spielte eine Spielzeit in der 1. Lig. Nach dem Wiederaufstieg mit Rizespor spielte er wieder in die Süper Lig.
Im Sommer 2019 wechselte er zu Ascoli Calcio.

### Nationalmannschaft
Petrucci begann seine Nationalmannschaftskarriere 2006 mit einem Einsatz für die italienische U-16-Nationalmannschaft. Anschließend durchlief er bis zur italienischen U-19-Nationalmannschaft nahezu alle Altersstufen der italienischen Nationalmannschaften.

## Erfolge
Mit CFR Cluj
- Rumänischer Pokalsieger: 2015/16

Mit Çaykur Rizespor
- Meister der TFF 1. Lig und Aufstieg in die Süper Lig: 2017/18